# Chronologie des faits économiques et sociaux dans les années 1370
Chronologie de l'économie
Années 1360 - Années 1370 - Années 1380

## Événements
- Vers 1375–vers 1405-1410 phase de baisse des prix en France[1]. Stabilité des salaires urbains en Normandie[2].

- 1378 : révolte des Ciompi à Florence[3].
- 1379-1382 : révolte des chaperons blancs contre le comte de Flandre à Gand[4].